# East Amwell Township
Pour les articles homonymes, voir Amwell.
East Amwell Township est un township américain situé dans le comté de Hunterdon au New Jersey.

## Géographie
East Amwell Township comprend les localités de Boss Road, Buttonwood Corners, Clover Hill, Larisons Corner, New Market, Reaville, Rileyville, Ringoes, Snydertown, Union, Unionville, Venliews Corners et Wertsville.
La municipalité s'étend sur 28,56 milles carrés (73,97 km2) dont 0,10 mille carré (0,26 km2) d'étendues d'eau.
| Raritan Township     | Raritan Township                    | Hillsborough Township (en) (comté de Somerset) |
| Delaware Township    | East Amwell Township                | Montgomery Township (en) (comté de Somerset)   |
| West Amwell Township | Hopewell Township (comté de Mercer) | Hopewell Township (comté de Mercer)            |

## Histoire
Le township d'East Amwell est créé le 6 avril 1846 par un référendum qui divise l'ancien township d'Amwell en deux. En 1854 et 1897, il annexe une partie du territoire des townships voisins de Delaware, Raritan et West Amwell. Son nom ferait référence à la ville anglaise d'Amwell (en).
En 1932, East Amwell Township  est le théâtre de l'affaire du bébé Lindbergh.

## Démographie
Lors du recensement de 2010, la population d'East Amwell est de 4 013 habitants.